# Eualopiinae
Eualopiinae zijn een onderfamilie van uitgestorven Gastropoda (slakken) uit de familie van de Clausiliidae.

## Taxonomie
De volgende taxa zijn bij de onderfamilie ingedeeld:
- Geslacht Ambiguella H. Nordsieck, 2007 †
- Tribbus Eualopiini H. Nordsieck, 1978 †
  - Geslacht Eualopia O. Boettger, 1877 †
  - Geslacht Monoptychia H. Nordsieck, 1972 †
- Tribbus Rillyini H. Nordsieck, 1985 †
  - Geslacht Neniopsis Wenz, 1920 †
  - Geslacht Omanillya H. Nordsieck in Harzhauser et al., 2016 †
  - Geslacht Pararillya H. Nordsieck, 2002 †
  - Geslacht Proalbinaria O. Boettger in Oppenheim, 1895 †
  - Geslacht Rillya Munier-Chalmas in Fischer, 1883 †
  - Geslacht Rillyarex H. Nordsieck, 1985 †
  - Geslacht Rillyella H. Nordsieck, 2002 †
  - Geslacht Rillyopsis H. Nordsieck, 1985 †